# بياتريكس بلسترود
بياتريكس تيمبريل بولسترود (ولدت ماري بياتريكس نانز في عام 1869، والتي عُرفت لاحقًا باسم بياتريكس مانيكو جل بعد الزواج الثاني، وتوفيت عام 1951) كانت صحفية ومستكشفة بريطانية. اشتهرت برحلتها عبر الصين ومنغوليا في أوائل القرن العشرين، والتي كتبت عنها في كتاب عام 1920 بعنوان «جولة في منغوليا».